# Prisioneros de la montaña
Prisioneros de la montaña (en alemán: Die weiße Hölle vom Piz Palü, trad. El infierno blanco de Piz Palü) es una película alemana muda de 1929 codirigida por Arnold Fanck y G. W. Pabst, y protagonizada por Leni Riefenstahl, Gustav Diessl, Ernst Petersen y el piloto de la Primera Guerra Mundial Ernst Udet. Escrita por Fanck y Ladislaus Vajda, la película trata sobre un hombre que pierde a su esposa en una avalancha mientras escalaba la montaña Piz Palü, y pasa los siguientes años buscando su cuerpo en la montaña. Cuatro años más tarde conoce a una joven pareja que decile acompañarle en su próxima escalada. Prisioneros de la montaña se filmó en locaciones del macizo de la Bernina en el cantón de los Grisones, Suiza.

## Trama
El Dr. Johannes Krafft y su esposa María pasan su luna de miel escalando montañas en los Alpes, en el sureste de Suiza. Durante el ascenso por la cara norte del Piz Palü, con fuertes vientos foehn, Christian, el guía de la pareja de enamorados, advierte a Krafft que no sea arrogante en este entorno peligroso, pero el médico desestima la advertencia. Una avalancha arrastra a la pareja, la cuerda de seguridad se rompe y María es arrastrada hacia una profunda grieta en el glaciar Piz Palü. A pesar de los gritos iniciales de ayuda de su esposa, Krafft no puede alcanzarla en su tumba helada, y pasa los siguientes años vagando solo por la montaña como un fantasma, buscando el cuerpo de su mujer perdida. 
Cuatro años más tarde, una joven pareja, Maria Maioni y su prometido Hans Brandt, llegan a la Diavolezza-Hütte  a 2.977 metros de altura, preparándose para escalar el Piz Palü. Recientemente comprometidos y muy enamorados, la pareja se instala en su remoto refugio de montaña. Su amigo Udet, que pilota un biplano, utiliza un pequeño paracaídas para entregar una botella de champán a la pareja. Mientras hojea el diario de la Diavolezza-Hütte, María descubre una entrada del 6 de octubre de 1925 escrita por el Dr. Johannes Krafft, que señala que Maria Krafft murió accidentalmente en el glaciar Piz Palü. En ese momento Krafft llega al refugio de montaña en una de sus excursiones solitarias. María le ofrece té al hombre solitario y pronto los tres se conocen. 
Llega el guía local, Christian, y menciona que al día siguiente llegará un grupo de estudiantes de Zúrich para escalar la cara norte. Preocupado por la noticia, Krafft se prepara para emprender una nueva expedición por su cuenta. Después de que Christian le dice a María que Krafft intentó escalar la cara norte dos veces y fracasó porque estaba solo, ella le pregunta a Hans si deberían dejarlo escalar solo. A la mañana siguiente, mientras Krafft se prepara para partir, Hans se acerca y se ofrece a acompañar al médico, quien acepta. Más tarde, cuando María descubre que Hans se fue con Krafft hacia la cara norte, esquía detrás de los hombres, los alcanza e insiste en que la lleven con ellos. A pesar del recuerdo del terrible destino de su esposa en la montaña, Krafft acepta de mala gana. Juntos se dirigen a través de la nieve prístina hacia la cara norte del Piz Palü.

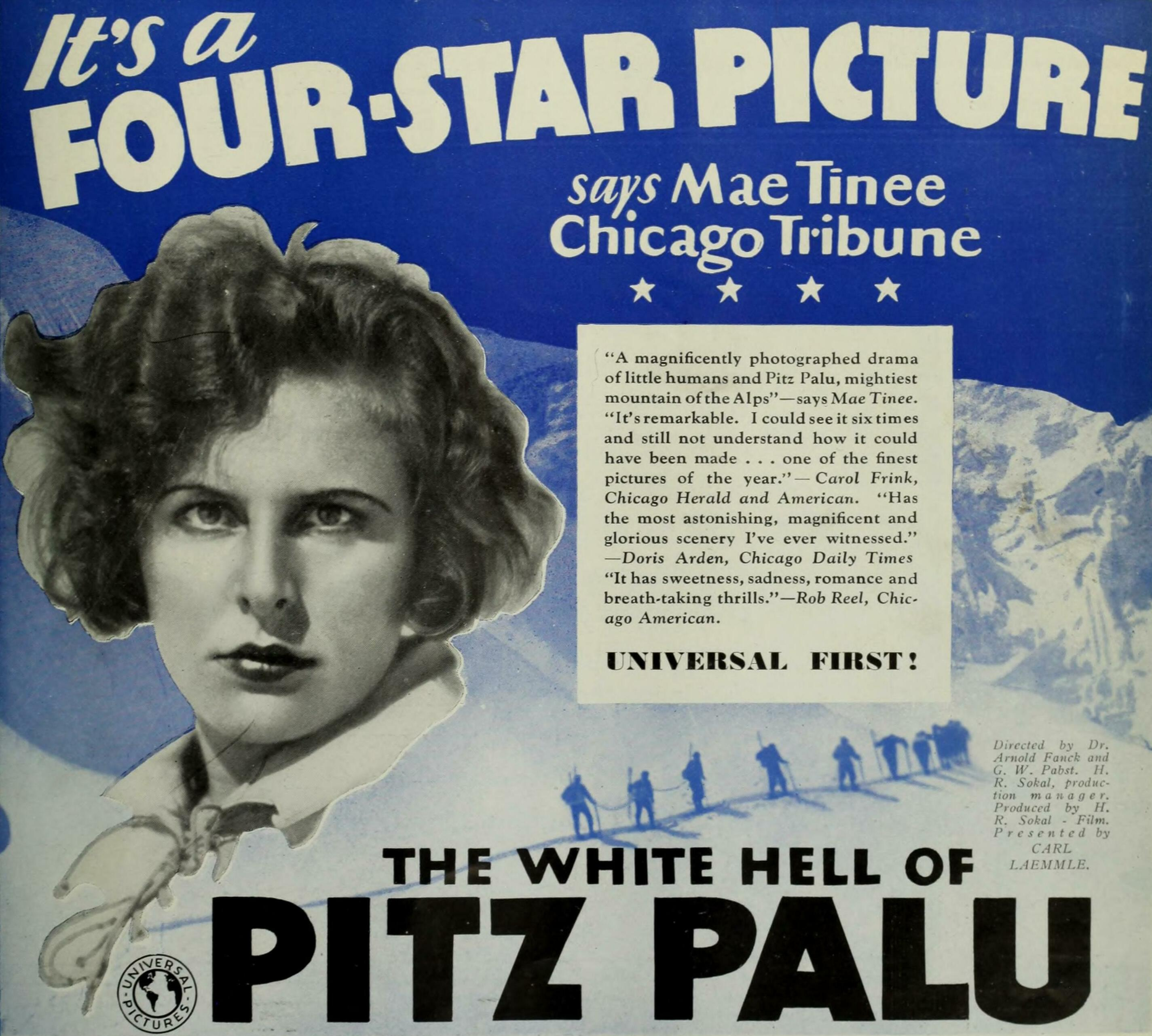
Anuncio de la película El infierno blanco del Pitz Palu en The Film Daily, 1930

Mientras ascienden la montaña helada, Hans, un poco celoso (los tres habían compartido inocentemente la cama la noche anterior), insiste en tomar la iniciativa. Mientras atraviesa un tramo difícil, es arrastrado por una avalancha. Krafft baja y rescata al herido Hans, trasladándolo a una cornisa cerca del abismo. María venda el cuero cabelludo herido de Hans y los tres consideran su situación: atrapados en la estrecha cornisa sin posibilidad de escapar. Además, mientras rescataba a Hans, Krafft se rompió una pierna, que luego entablilló. A pesar de los desesperados pedidos de ayuda de Krafft, no hay nadie lo suficientemente cerca para rescatarlos. Encuentran una pequeña cueva en el hielo que le proporciona refugio durante la noche a María y Hans, mientras Krafft se queda afuera con su linterna pidiendo ayuda y su picahielos como muleta. 
Mientras tanto, Christian regresa a la cabaña y descubre la entrada del registro de Hans. Preocupado por su seguridad ante la tormenta que se avecina, el guía de montaña sale tras ellos, pero pronto la tormenta de nieve lo hace retroceder. Regresa al valle y solicita la ayuda de sus compañeros del pueblo. Pronto un equipo de rescate sube la montaña con antorchas y camillas. Avanzaron en la noche, iluminados por la mágica luz de las antorchas. Al día siguiente llegan a la cumbre e intentan atar al grupo varado, pero no lo consiguen. Más tarde esa noche, los tres apenas pueden sobrevivir al frío glacial y al viento. Delirante por la fiebre, Hans intenta saltar hacia la muerte. Cuando Krafft se mueve para impedirlo, Hans intenta matar al médico, que no es tan fuerte con una sola pierna funcionando. Krafft se salva cuando María ata a su enloquecido prometido.
A la mañana siguiente, tras enterarse de que el grupo estaba varado, el piloto Ernst Udet despega en su avión en busca de Krafft, Maria y Hans. Cuando los localiza, hace varios intentos fallidos de lanzarles suministros en paracaídas. Antes de partir, logra mostrarle a Christian su ubicación exacta en la montaña. Sin embargo, sin ayuda a la vista, Krafft se quita la chaqueta y envuelve a Hans con ella para evitar que el joven muera congelado. Luego, Krafft se arrastra hasta una cornisa de hielo aislada y espera a la muerte.
Christian finalmente desciende en rápel hasta ellos y descubre una nota que Krafft le dejó indicando que hizo todo lo posible para salvar a los dos jóvenes. Le pide a su viejo amigo que lo deje donde está: que siempre fue "buen amigo del hielo". Durante su intento de llevar a María y Hans a un lugar seguro, una avalancha casi los mata. Más tarde regresan al pueblo, donde María y Hans son cuidados hasta que recuperan la salud frotándoles la piel desnuda con nieve. Cuando María despierta del trauma, se entera de que Krafft murió en el hielo, en la misma montaña que una vez se llevó a su esposa.

## Elenco

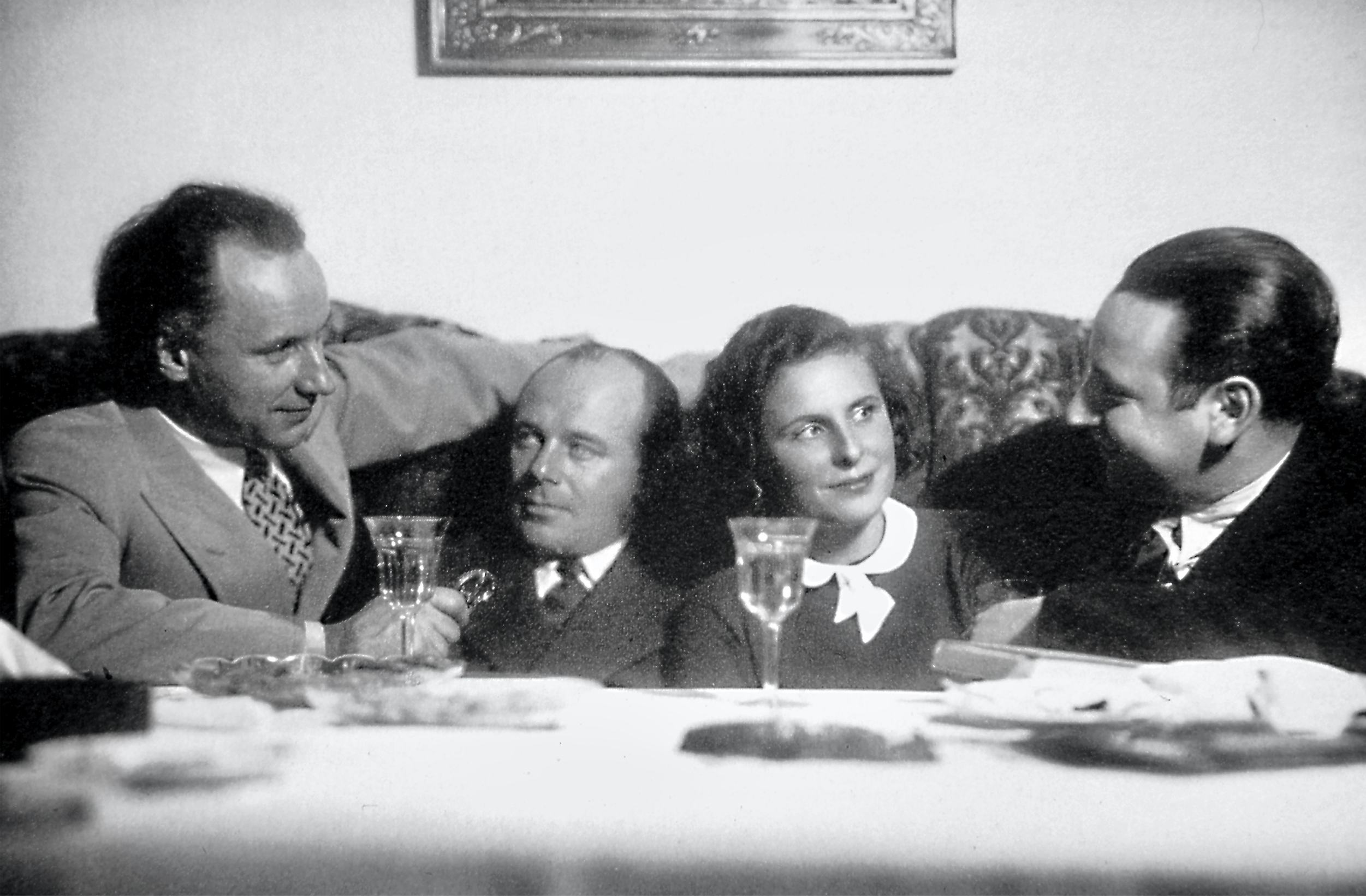
De izquierda a derecha: Arnold Fanck, el piloto acrobático Ernst Udet y Leni Riefenstahl, que haría carrera como directora en la cinematografía.

- Gustav Diessl como Dr. Johannes Krafft
- Leni Riefenstahl como Maria Maioni
- Ernst Petersen como Hans Brandt
- Ernst Udet como él mismo
- Mizzi Götzel como Maria Krafft, la esposa del Dr. Johannes Krafft
- Christian Klucker como Christian, el guía de montaña (Otto Spring)
- Kurt Gerron como un invitado del club nocturno [4]

## Producción

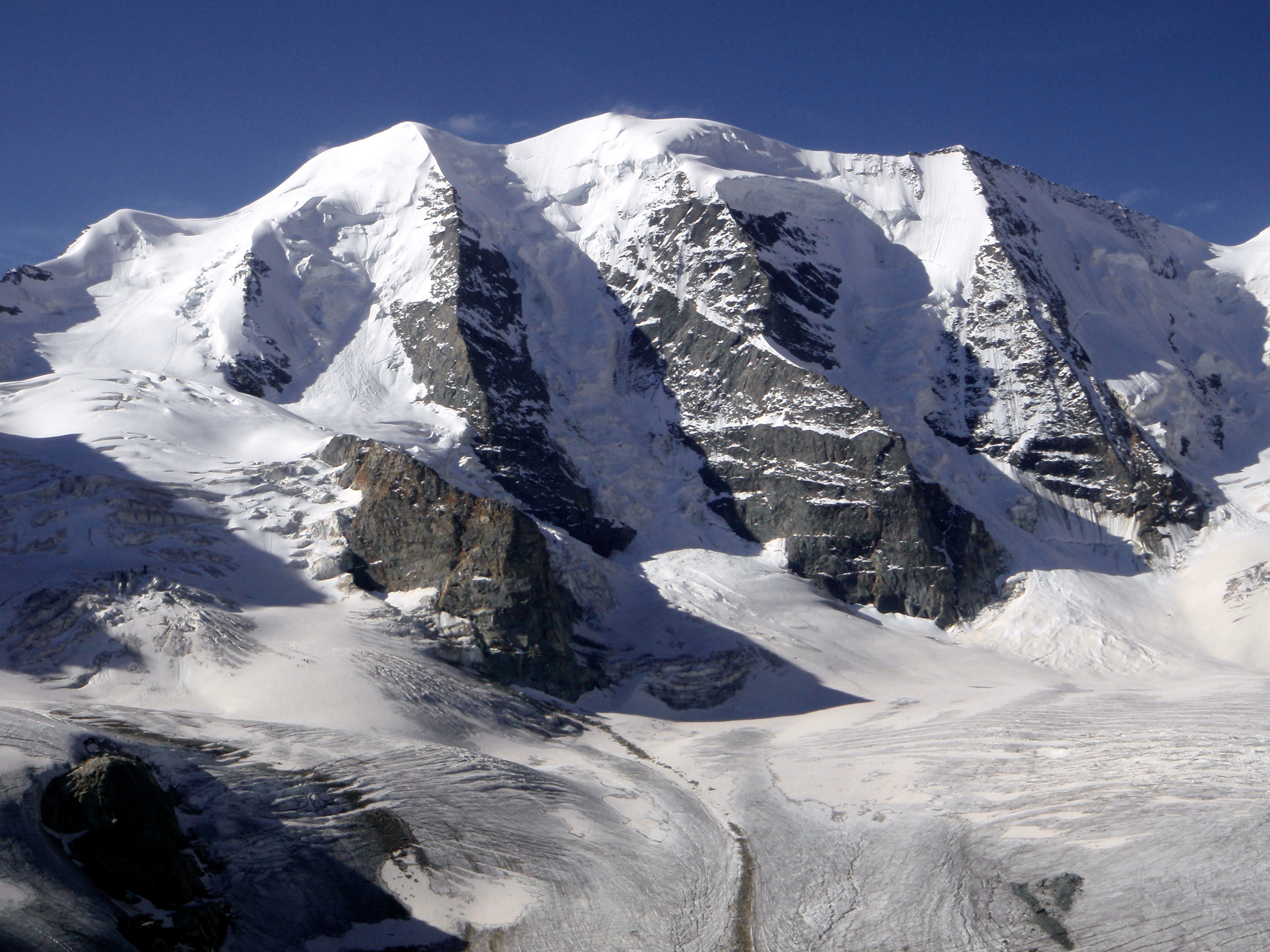
Piz Palü, visto desde la Diavolezza

El motivo de la película fue una noticia en un periódico que informaba sobre un accidente provocado por una avalancha en la Engadina. Se trataba de estudiantes de Múnich que murieron mientras escalaban el Piz Palü y fueron encontrados al mismo tiempo que tres turistas que, atrapados por el hielo, sólo pudieron ser descubiertos por avión y liberados de su situación. 
La película se rodó de enero a junio de 1929 en las zonas nevadas del macizo de la Bernina.  Arnold Fanck se hizo cargo del rodaje de exteriores en las montañas, Georg Wilhelm Pabst se ocupó del rodaje de interiores y asesoró a Fanck sobre la dramaturgia. El diseño de la película fue de Ernő Metzner. Las fotografías de la naturaleza, con sus de montañas y glaciares, tormentas de nieve y avalanchas son tan buenas que ni siquiera los expertos dudaron de su autenticidad.  Fanck trabajó con su probado equipo de cámara en torno a Sepp Allgeier, Richard Angst y Hans Schneeberger, y la actriz principal Leni Riefenstahl también fue una de las colaboradoras constantes de Fanck durante varios años, fotografiando luego Tempestad en el Mont-Blanc (1930) y S.O.S. Eisberg (1933) con el piloto Ernst Udet.

## Distribución
La película se estrenó en Viena el 11 de octubre de 1929.  En Alemania se estrenó el 1 de noviembre del mismo año en Stuttgart. El estreno oficial en Alemania tuvo lugar el 15 de noviembre de 1929 en Berlín.  En las primeras cuatro semanas, la película fue vista por más de 100.000 personas en el UFA Palast de Berlín,  en ese momento el cine más grande e importante de Alemania. 
En 1930 se estrenó internacionalmente una versión cinematográfica sonora en inglés. En 1935 se produjo una versión cinematográfica sonora alemana con música de Giuseppe Becce.  Con el régimen nazi en el poder desde 1933, todas las escenas de clubes nocturnos con el actor judío Kurt Gerron (que luego fue asesinado en el campo de concentración de Auschwitz en 1944)  fueron eliminadas de esa versión y la película se redujo a 90 minutos. También estuvo acompañada de una nueva música compuesta por Ashley Irwin y grabada por la Deutsches Filmorchester Babelsberg. 
La versión original de Die weiße Hölle vom Piz Palü se perdió hasta 1996. La película fue restaurada en 1997 por la Filmoteca Federal Alemana. Según un prólogo de la versión restaurada, se hizo a partir de una impresión de nitrato existente, a diferencia de una impresión negativa que se considera perdida.
La versión original de Die weiße Hölle vom Piz Palü se perdió hasta 1996. Una copia perdida hacía mucho tiempo de la versión original de 1929, realizada en la década de 1930 para la Filmoteca del Reich, fue redescubierta en 1996 después de diversas vicisitudes. Durante los trastornos de la posguerra, esta copia llegó a Moscú como botín de guerra ruso y fue entregada al archivo cinematográfico estatal de la República Democrática Alemana en los años 1970. En el marco de una búsqueda mundial de materiales originales de las películas de G. W. Pabst por parte de la fundación Deutsche Kinemathek, la copia fue paradójicamente encontrada internamente, es decir, en posesión de los Archivos Federales, que se hicieron cargo de los fondos cinematográficos de la RDA en 1990.  La banda sonora original de Willy Schmidt-Gentner no ha sido encontrada. 

## Recepción
Prisioneros de la montaña fue bien recibida, tanto por la crítica como por los espectadores.  Se estrenó en Viena y Hamburgo con elogios de la crítica. En su estreno en el Ufa Palast am Zoo de Berlín el 15 de noviembre de 1929, la película se convirtió en el segundo mayor éxito de taquilla del año en Alemania. 
La obra fue igualmente bien recibida en su estreno en Estados Unidos en el Roxy Theatre de Nueva York en septiembre de 1930.
En su reseña para The New York Times, Mordaunt Hall elogió la obra por sus "secuencias bellamente fotografiadas":  

A pesar de su simplicidad superficial, hay una rápida corriente subyacente de tensión y anticipación que lo lleva a uno a través de las avalanchas, por la escarpada y amenazante ladera de la montaña y finalmente hasta el clímax del rescate. Leni Riefenstahl convence como María, la valiente chica del grupo, y Gustav Diesel como el Dr. Krafft aparece como el buscador desilusionado.

En una reseña retrospectiva, la crítica de cine estadounidense Pauline Kael comentó:

Ejemplo de un género que murió, esta película de precipicios, avalanchas y sufrimiento produce emociones muy encontradas, pero sea cual sea el sentimiento que uno sienta al respecto, es visualmente impactante. 

El autor y crítico de cine Leonard Maltin otorgó a la película tres estrellas y media de cuatro, elogiando la cinematografía y la dirección de la película. 
Cinema resumió la impresión que produce hoy la película: “El poder de las imágenes sigue siendo fascinante” y afirmó: “El rodaje, que fue arriesgado no sólo para la época, dio como resultado imágenes sensacionales de la naturaleza y convirtió la película en un éxito internacional." 
Kino.de acota que el director Arnold Fanck hizo la película en 1929, incluso antes de que Luis Trenker siguiera la llamada del Cervino y así “fundara el género cinematográfico de montaña”. Opinó que: “Mucho más espectaculares que la trama bastante pobre fueron las fascinantes tomas de la naturaleza, que eran tan perfectas que los críticos incluso sospecharon que habían sido filmadas en un estudio. Pero lo eran: ¡todo era real!" 
La película se considera la película más exitosa de Fanck y la mejor actuación de Riefenstahl. 
El Filmmuseum (Museo del cine) de Múnich elogió la técnica de la película a pesar de Leni Riefenstahl: "Nunca antes se había representado un mundo alpino solitario con tanta intensidad, esta magia, este esplendor visualmente brillante [...] Estas imágenes, en las que el avión pilotado por Ernst Udet se desliza sobre las paredes de nieve en fantásticas curvas y descensos, son de una magnificencia técnica sólo superada por la audacia de los primeros planos balanceándose sobre avalanchas y arroyos glaciares. ¡Maravillosos operadores! Sus nombres: Sepp Allgeier, Hans Schneeberger, Richard Angst. Han creado una de las películas alemanas de alta montaña más apasionantes desde el punto de vista fotográfico.

## Legado
En 1950 se produjo una nueva versión bajo el título Föhn, dirigida por Rolf Hansen y protagonizada por Hans Albers y Liselotte Pulver. 
El cartel de Prisioneros de la montaña se muestra en la película de Quentin Tarantino de 2009, Inglourious Basterds, mientras Shoshanna (Melanie Laurent) está quitando las letras de la marquesina de su teatro. Este anuncio será sustituido por el de la película Le Corbeau de Henri-Georges Clouzot. Poco después, el soldado británico Archie Hicox, disfrazado de oficial de las SS, al ser interrogado por un verdadero oficial de las SS sobre su inusual acento alemán, responde que es el de la región de Piz Palü y que él y su familia habían sido extras en la película. 